# Cabo Colbeck

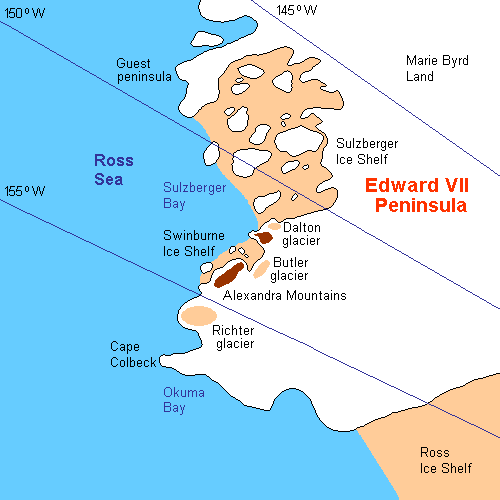
Mapa da área do cabo Colbeck.

O cabo Colbeck é um cabo proeminente coberto de gelo que forma a extremidade noroeste da península Eduardo VII e a Terra de Marie Byrd na Antártica. Descoberto em janeiro de 1902 pela expedição Discovery recebeu o nome do Capitão William Colbeck, reserva da Marinha Real, que comandou o navio de apoio de Scott, o Morning.
 Este artigo incorpora material em domínio público  de United States Geological Survey   , documento "Cabo Colbeck" (conteúdo do Geographic Names Information System).